# 小笠原範光
小笠原 範光（おがさわら のりみつ、1973年1月16日 - ）は、日本気象協会所属の気象予報士。血液型はO型。

## プロフィール
沖縄県那覇市出身。身長179cm。
沖縄県立首里高等学校、筑波大学自然学類（当時）を経て筑波大学大学院修了。大学院ではエルニーニョ現象など地球規模での気候変動を研究し、大学院2年時に2度目の挑戦で気象予報士の資格を取得。その後、「社会の中で気象学を実践したい」と思うようになり、1997年、日本気象協会に入社。入社後は企業や自治体向けの予報を担当する気象部門に配属され、2002年には中京テレビで気象キャスターを担当することになった。2008年には同協会の専任主任技師として環境・エネルギー事業部に所属し、エネルギー事業課長を務め、その後は予報センター主任技師として予報事業部に所属している。
趣味は季節の花々を見にドライブすること。好きな言葉は「成せばなる」「成さねばならぬ何事も、成らぬは人のなさぬなりけり」。

## 過去の担当番組
- 中京テレビニュースプラス1（中京テレビ、2002年6月 - 2006年3月31日）
- 中京テレビNewsリアルタイム（中京テレビ、2006年4月3日 - 2008年6月27日）